# SAIPA Pride
SAIPA Pride/Saba (131, 132, 141, 111, 151) — автомобиль, производимый в 1993—2020 годах иранским автопроизводителем SAIPA.
За 27 лет производства это стал самый распространённый автомобиль в Иране, всего выпущено более 6 миллионов экземпляров.
В начале 2000-х годов сместив модель Paykan — лидера предыдущих 30 лет — модель Saipa Pride на десятилетие стало самым продаваемым автомобилем в Иране, так в 2005 году её продажи в 2,5 раза превышали продажи ближайшего конкурента занимающего второе место, достигая доли рынка в 35,5 % благодаря рекордным 342 000 продажам, в 2006 году с новым рекордом в 383 000 продаж и долей 36,7 % авторынка Ирана.

## История
В 1993 году иранская компания SAIPA приобрела у южнокорейской компании Kia Motors лицензию на запуск под собственной торговой маркой производства небольшой модели Kia Pride, производившейся в Корее в 1987—2000 годах, также известный как Ford Festiva и Mazda 121.
Первоначально автомобиль был идентичен оригиналу, отличаясь только логотипами и маркировкой марки SAIPA. Модельный ряд был полностью заимствован у Kia Pride, включал 4-дверный седан — SAIPA Pride (SAIPA 131), 5-дверный хетчбэк — SAIPA Nasim и 5-дверный универсал — SAIPA Nasim Safari.
В 2003 году произведён фейслифт — модель получила новую решетку радиатора и бамперы, седан получил название SAIPA 132, а хетчбэк SAIPA 111,
С 2003 год компания SAIPA стала выпускать оригинальную новую пятидверную модель лифтбэка под названием SAIPA 141.
В 2008 году линейка моделей семейства была обновлена, получив наибольшие визуальные изменения с момента начала производства в 1993 году: автомобиль получил новую переднюю полосу с характерными каплевидными фарами, увеличенную решётку радиатора с хромированной поперечиной, а также задние фонари другой формы.
В 2013 году модель сменила название с Pride на Saba, был запущен пикап под индексом 151, из модельного ряда исчез вариант универсала.
Из-за растущих трудностей с соблюдением стандартов безопасности, а также давления со стороны иранского правительства на модернизацию модельного ряда, несколько раз анонсировалось прекращение производства, в 2009 году на платформе модели появилась более современная внешне модель Saipa Tiba, а с 2017 года производится преемник Saipa Saina, но спрос на модель сохранялся и окончательно модель была снята с производства в августе 2020 года.

## Внешние рынки
Модель SAIPA 141 начиная с 2007 года под названием Venirauto Turpial собиралась в Венесуэле, было выпущено около двух тысяч единиц.

## Галерея-сравнение
После фейслифта 2003 года

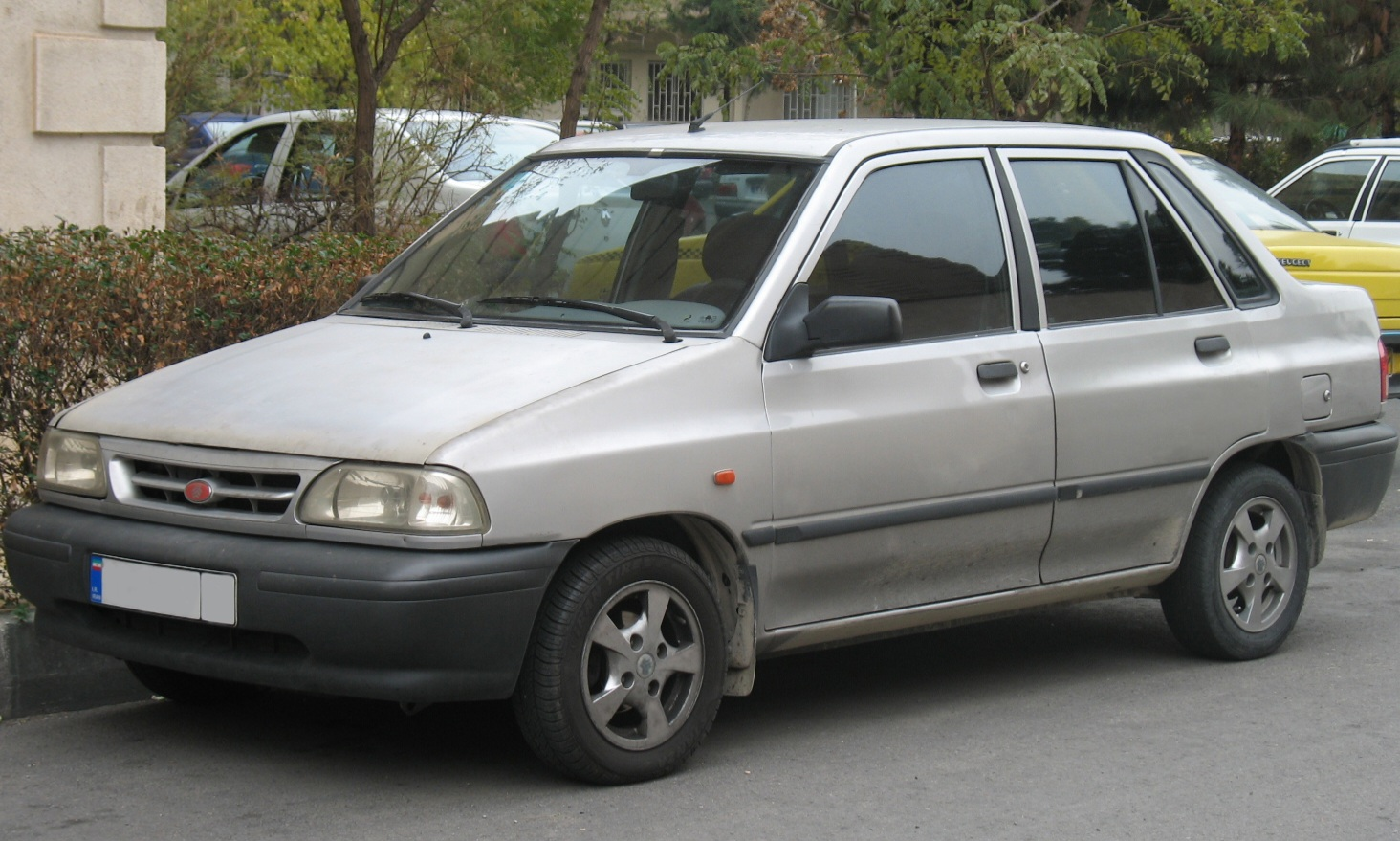
SAIPA Pride//131
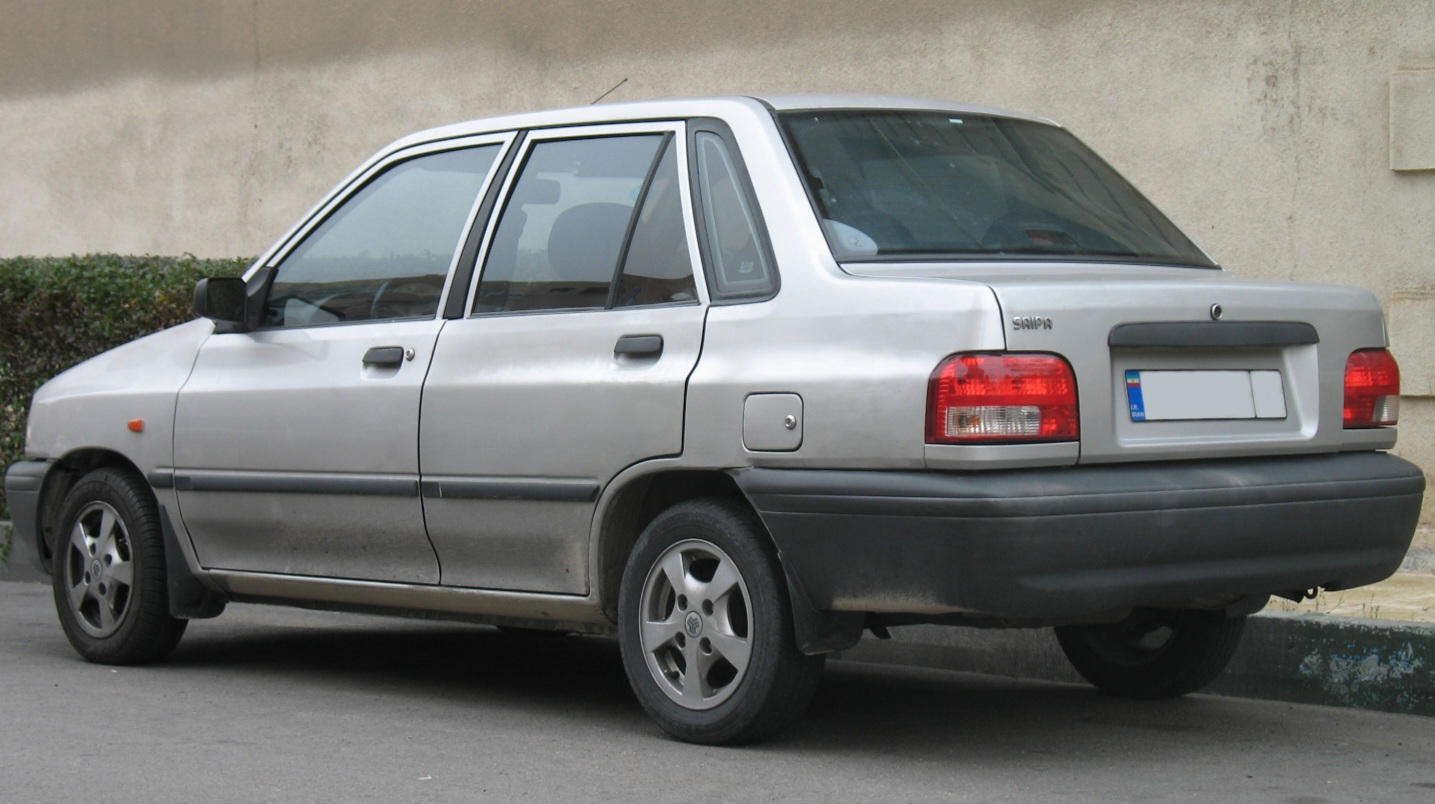
SAIPA Pride/131
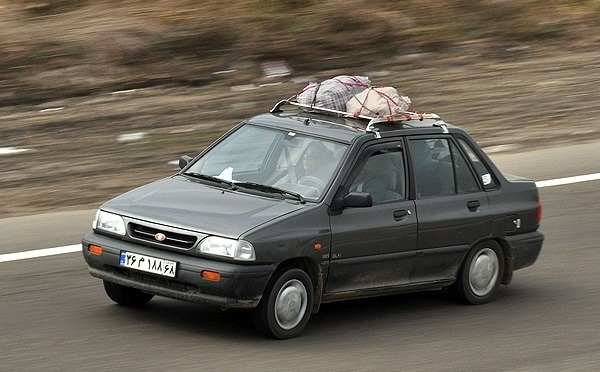
SAIPA Pride/131
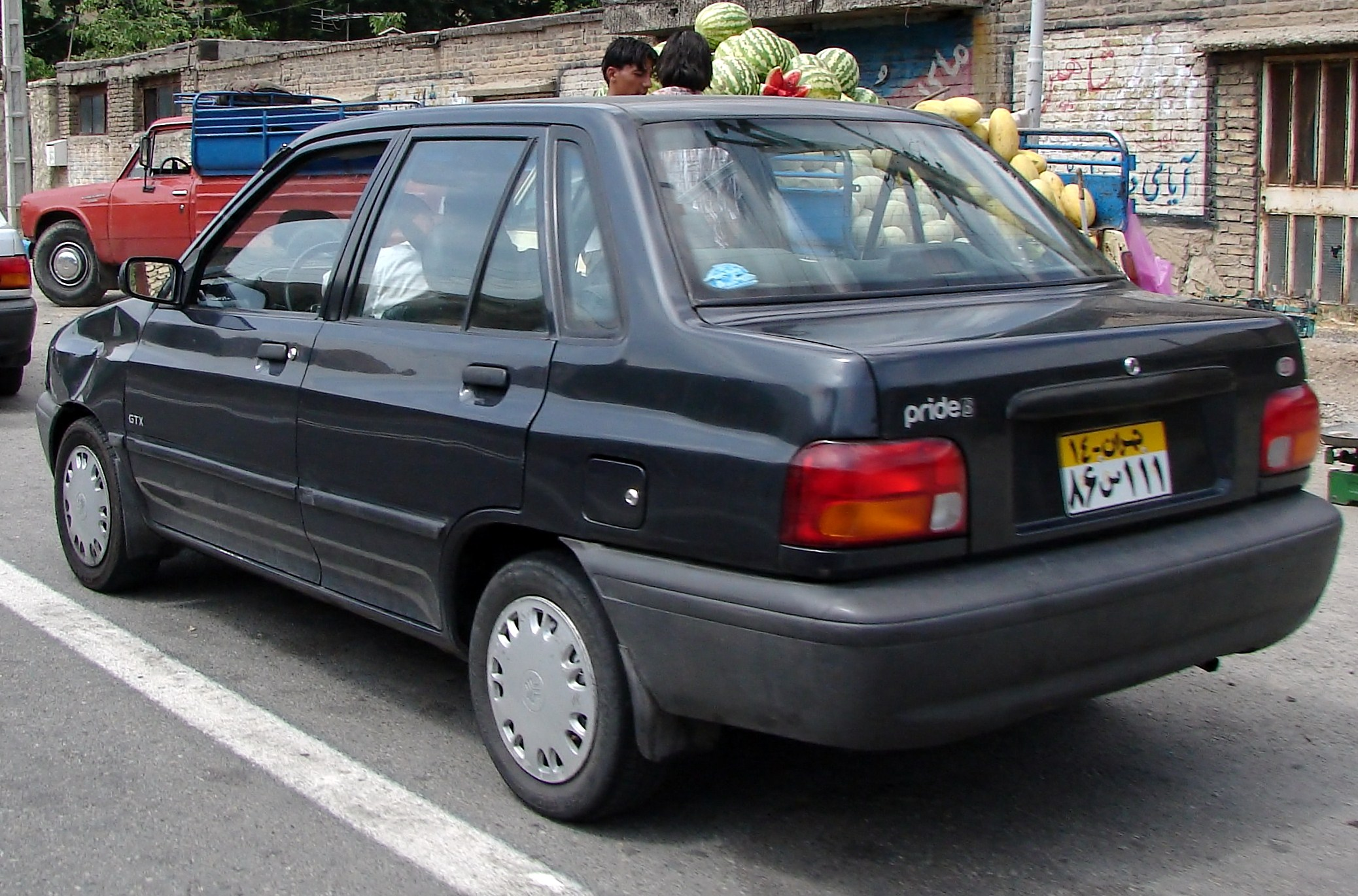
SAIPA Pride/131

После фейслита 2008 года:

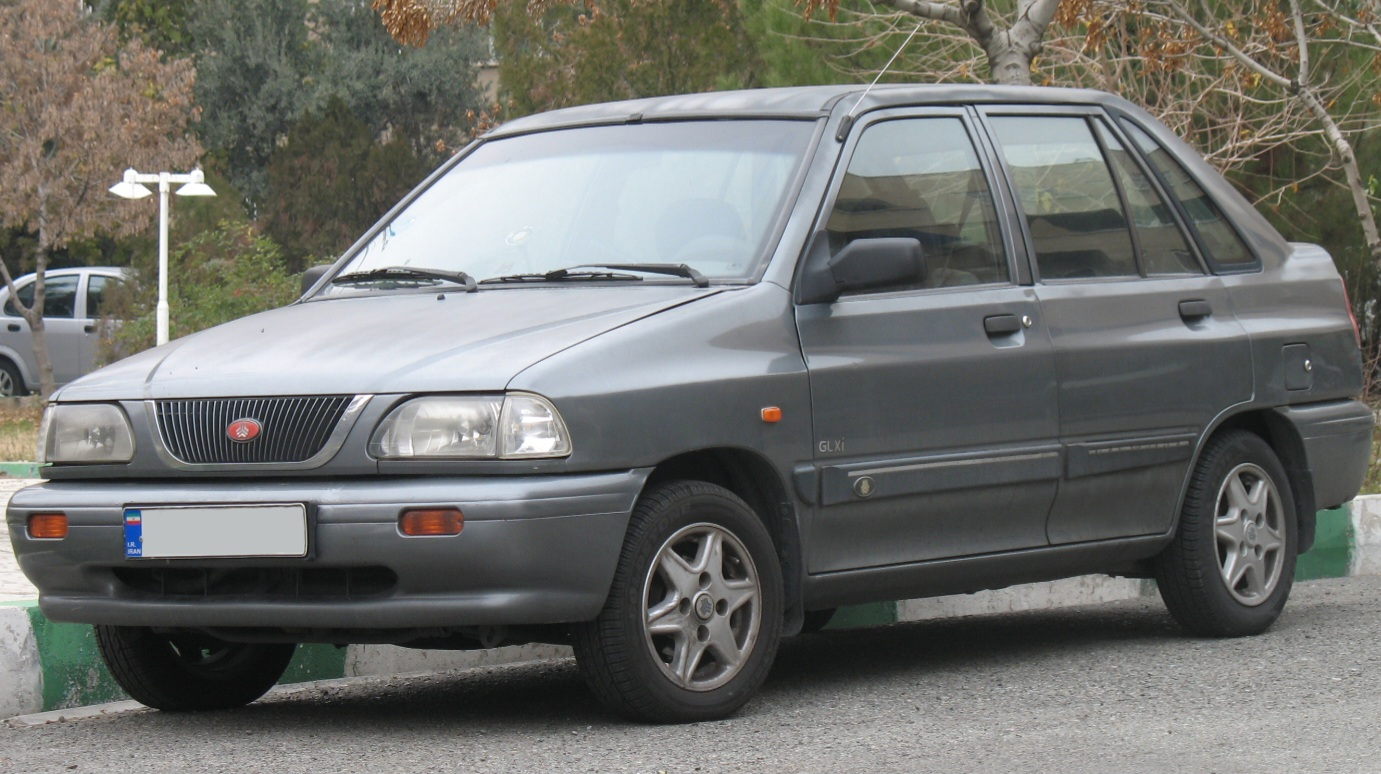
SAIPA 141
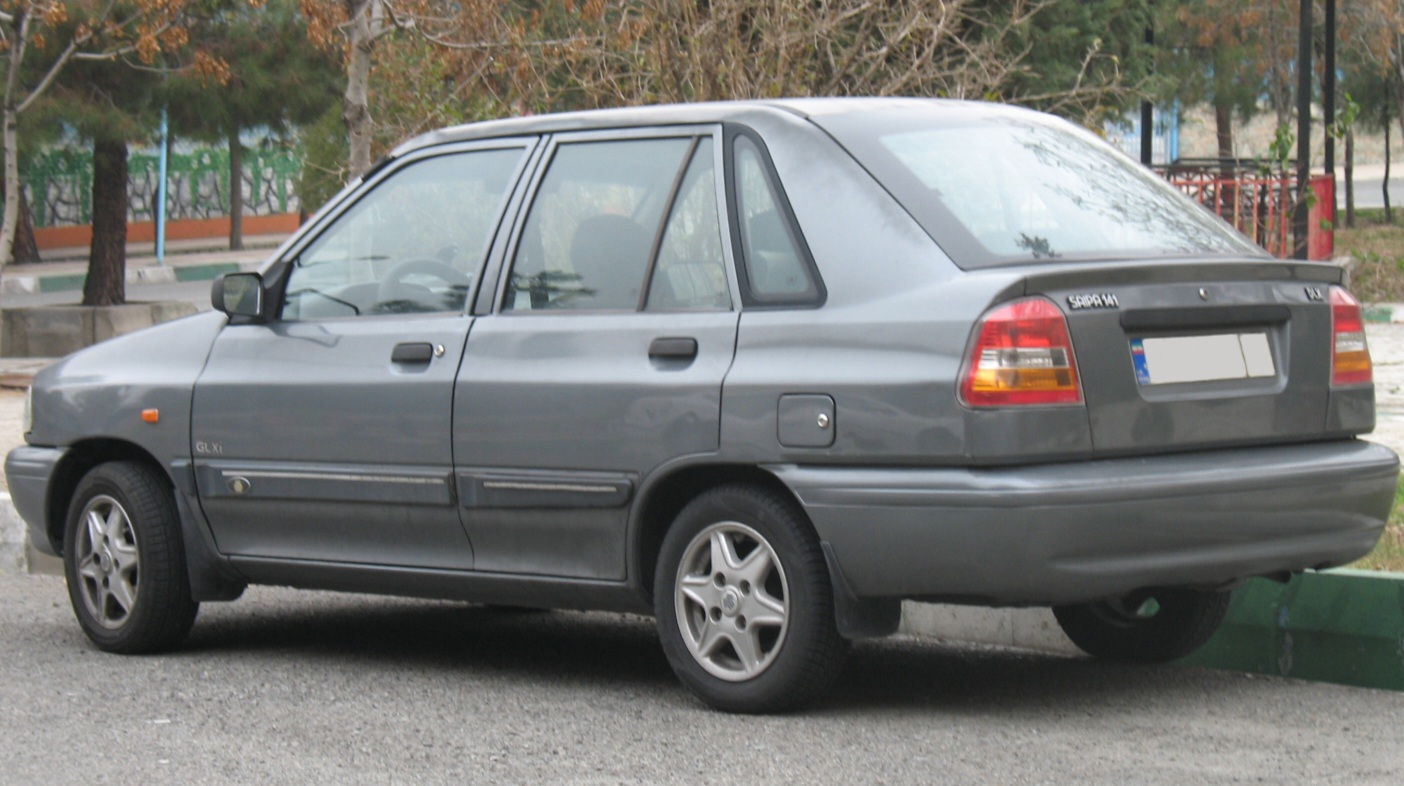
SAIPA 141

## Галерея

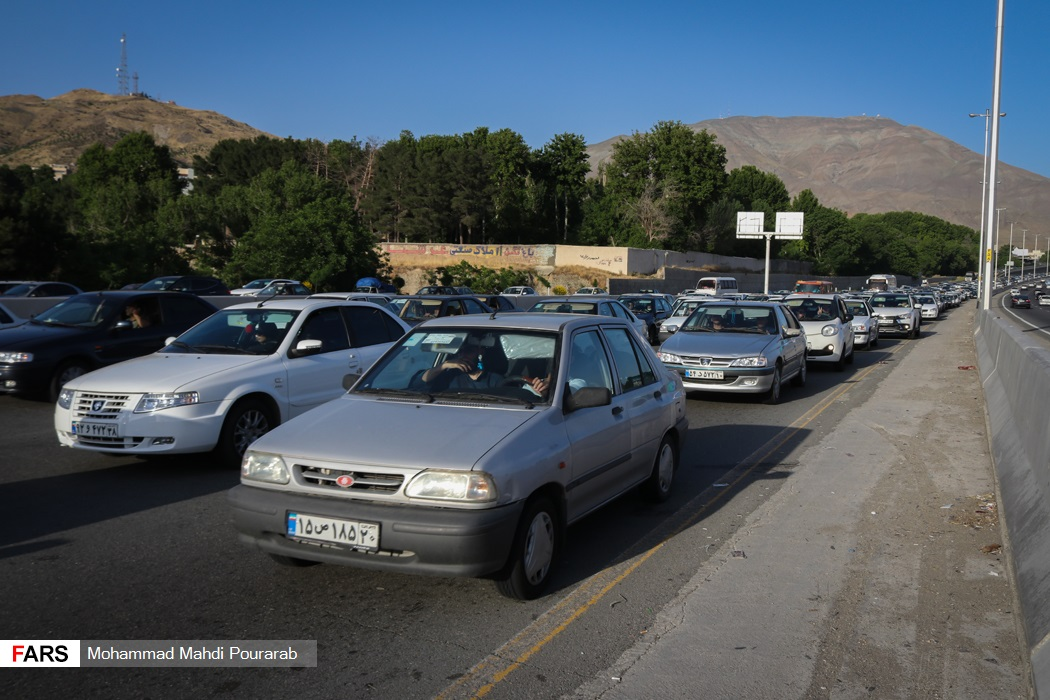
шоссе Тегеран-Кередж, 2020 год
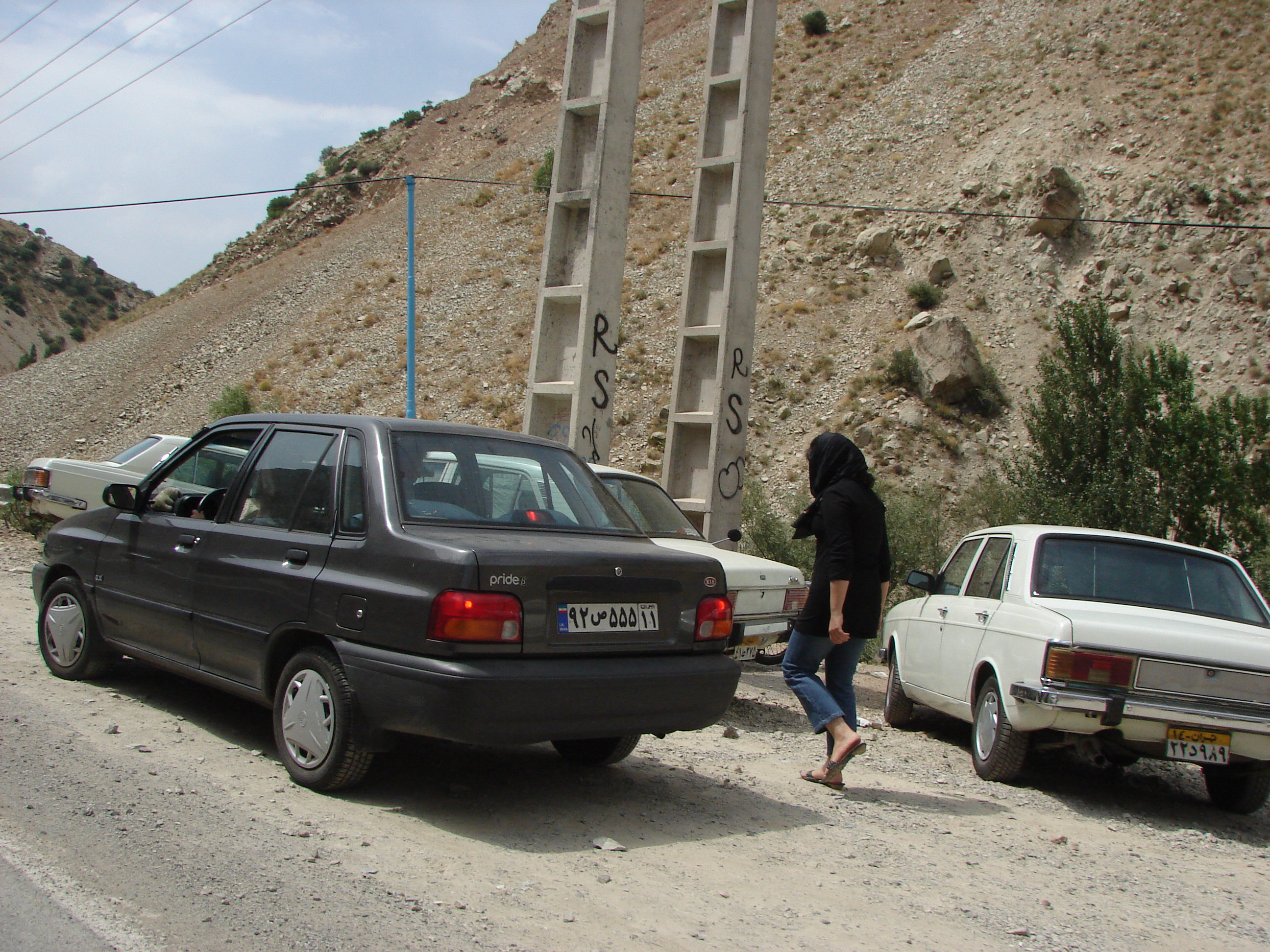
Тегеран, 2006 год
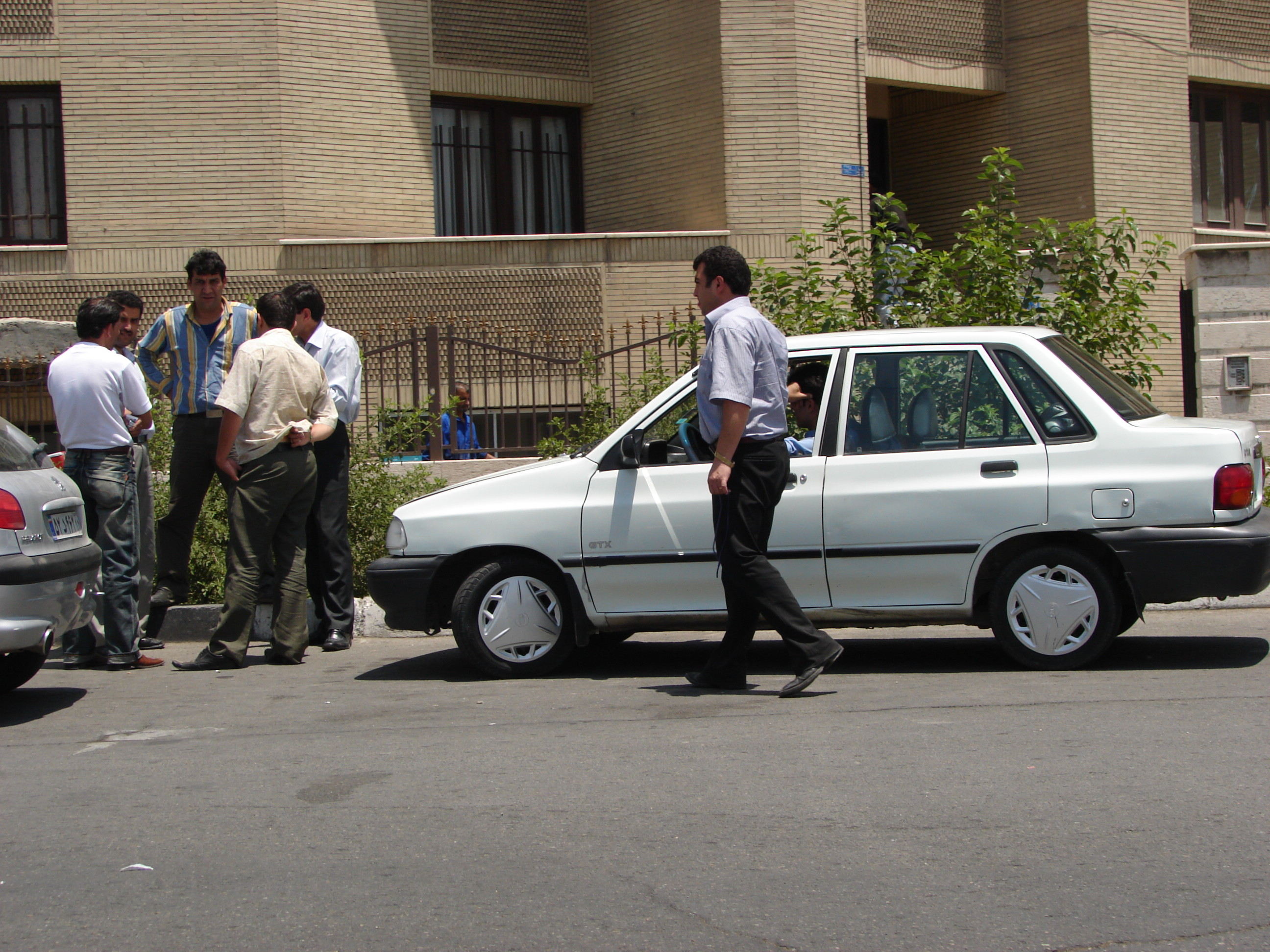
Тегеран, 2006 год
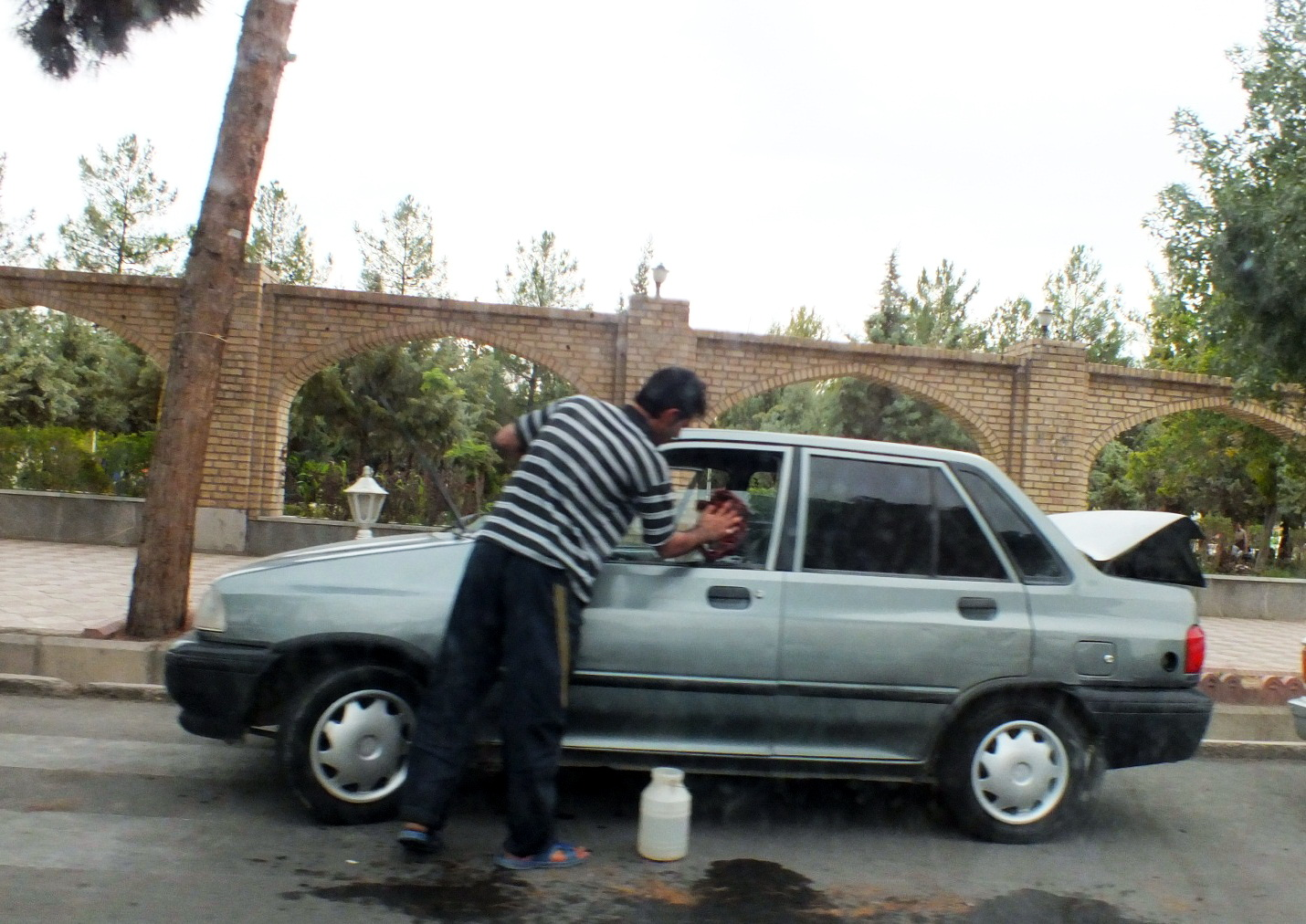
Кашмер, 2013 год
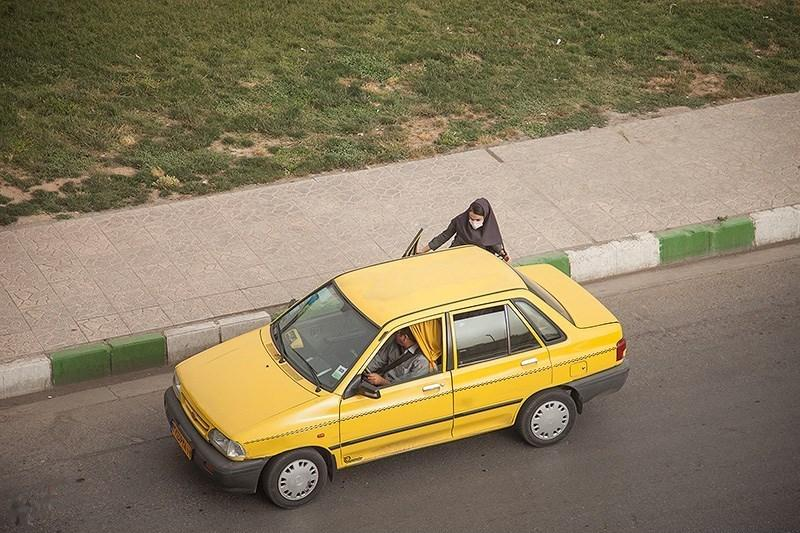
такси в Керманшахе, 2016 год